# St. Bernward (Hannover)

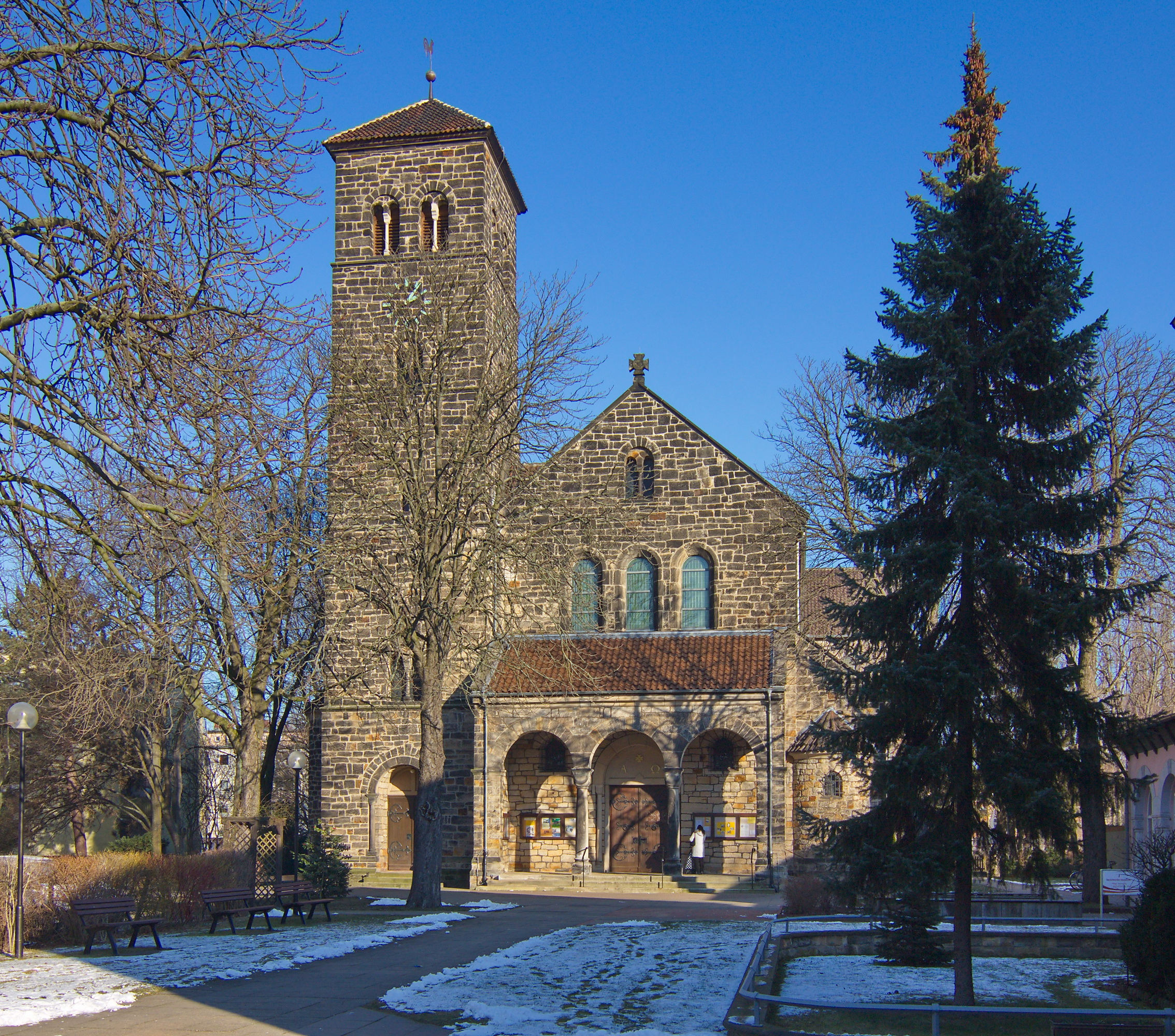
St. Bernward-Kirche

St. Bernward ist die römisch-katholische Pfarrkirche von Döhren, einem Stadtteil von Hannover in Niedersachsen. Die 1893 geweihte Kirche befindet sich in der Hildesheimer Straße 239, ihre gleichnamige Pfarrei gehört zum Dekanat Hannover des Bistums Hildesheim.

## Geschichte

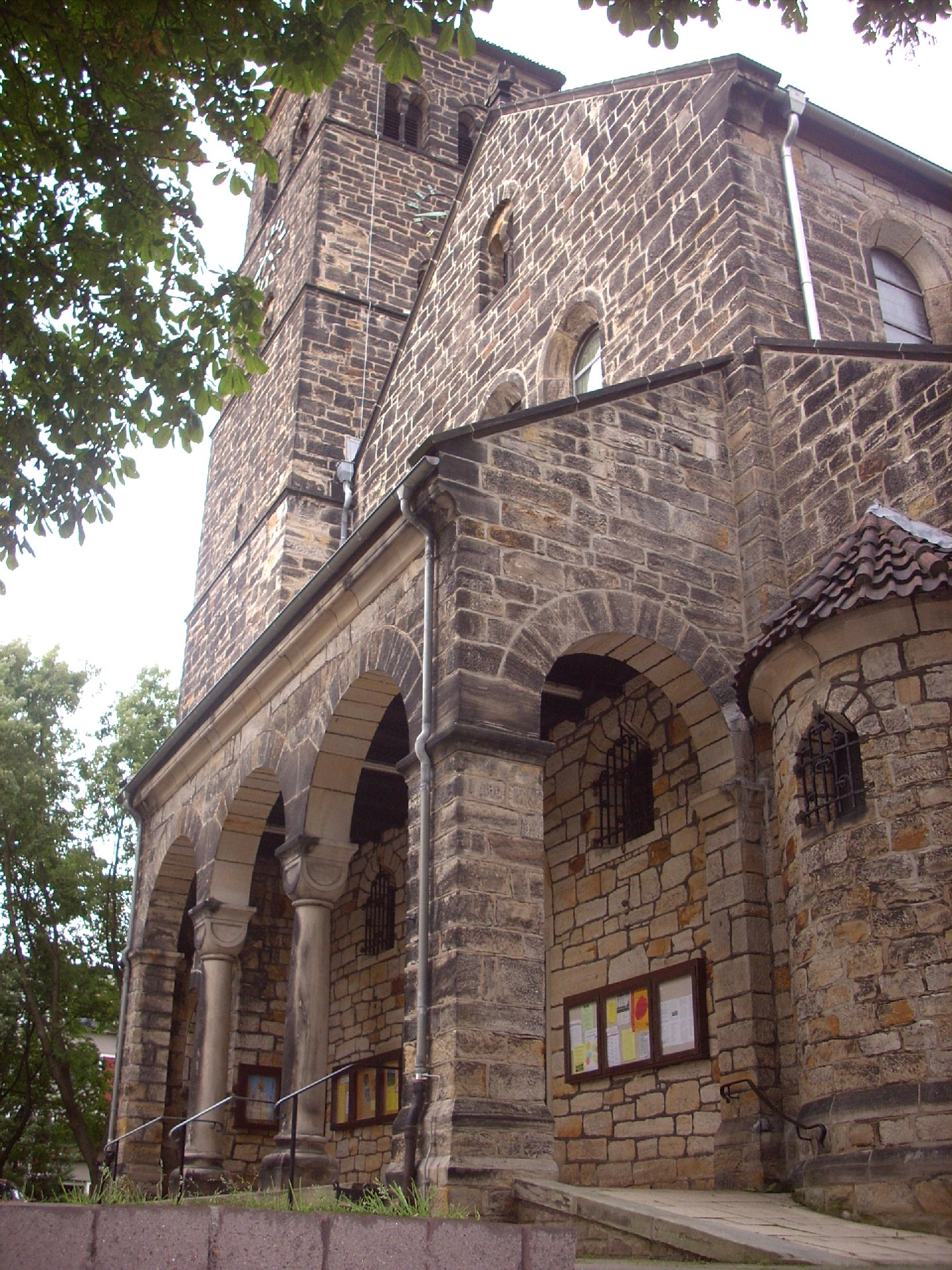
Turm und Säulenvorhalle

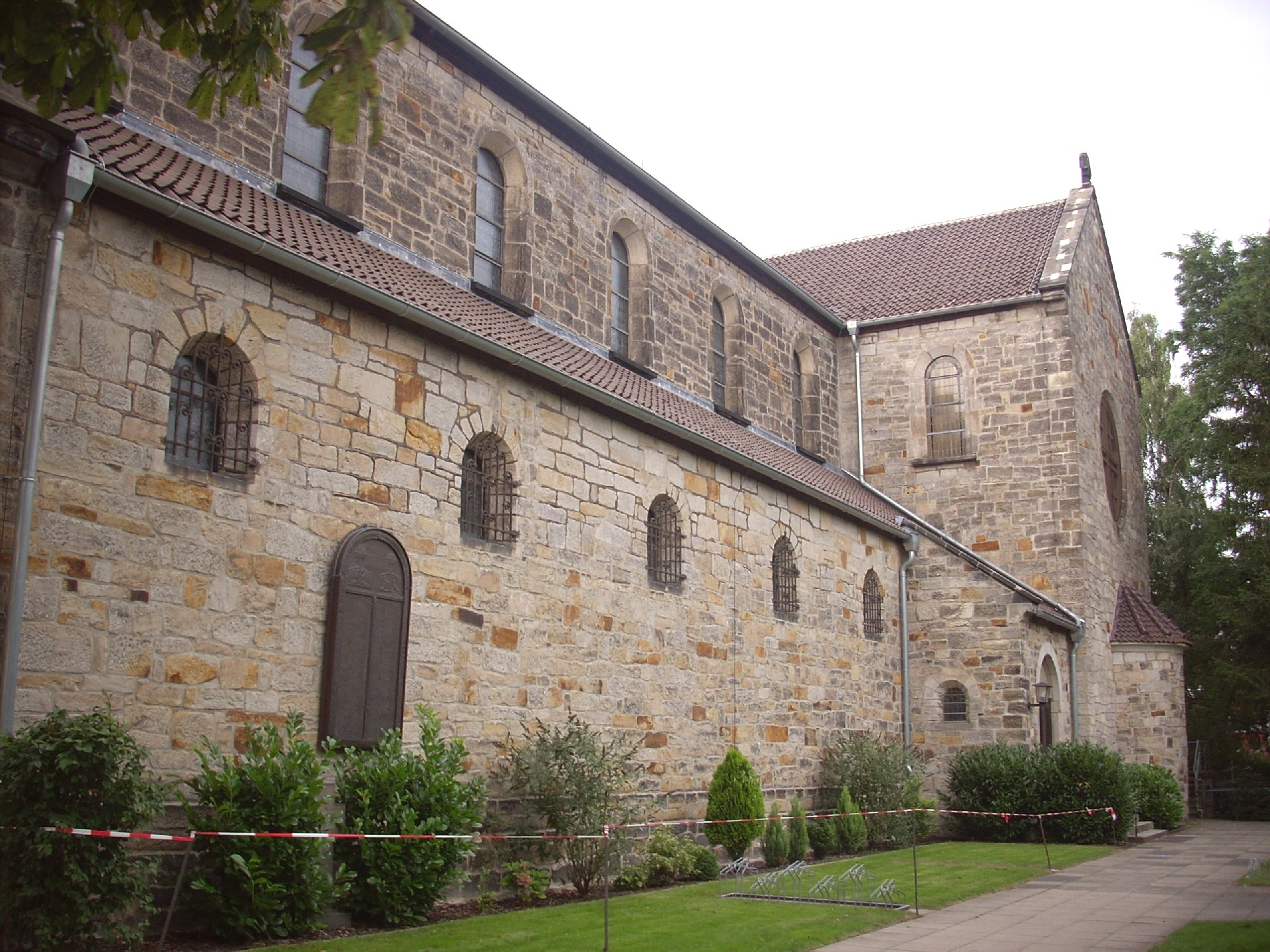
Langschiff und Querhaus

Nachdem als Folge der Industrialisierung im letzten Drittel des 19. Jahrhunderts die Zahl der Katholiken in Döhren vor allem durch Zuzug von Eichsfelder Familien stark angestiegen war, wurde 1887 eine katholische Schule errichtet (heute Pfarrhaus). Gleichzeitig begannen die Planungen für einen Kirchbau auf demselben Grundstück an der Hildesheimer Straße, mit dem 1892 begonnen wurde.
Christoph Hehl schuf die Entwürfe für eine neuromanische dreischiffige Basilika auf Kreuzgrundriss mit Stützenwechsel. Von ihr wurden zunächst nur Turm, Säulenvorhalle und das Langhaus mit Apsis realisiert. Um den frühromanischen Vorbildern besonders nah zu kommen, wurde der Bau aus Bruchstein errichtet. Die Ähnlichkeit der Proportionen mit denen des Hildesheimer Doms ist beabsichtigt.
Die Kirche wurde am 8. September 1893 geweiht und erhielt den Namen des  als Heiligem verehrten Hildesheimer Bischofs Bernward, dessen 900-jähriges Inthronisationsjubiläum im selben Jahr begangen wurde. Oscar Wichtendahl schuf die historistische Ausmalung der Kirche: Christus, Engel und Heilige in der Apsis, Schriftbänder und Ornamente an den Wänden. Von der originalen Ausmalung und Ausstattung sind nur die Heiligen- und Motivfenster und die Marienfigur erhalten. Am 1. März 1908 wurde die Pfarrei St. Bernward eingerichtet.
Seit der Entstehung des Gotteshauses brachten Bevölkerungsanstieg, Erster Weltkrieg, Weltwirtschaftskrise und Naziregime tiefgreifende Umwälzungen für die Kirchengemeinde, jedoch kaum Veränderungen am Kirchengebäude. Die Luftangriffe auf Hannover überstanden Kirche und Pfarrhaus mit nur geringfügigen Beschädigungen an Dach und Fenstern.
Als 1955 die Katholikenzahl auf 8000 angewachsen war – zum Großteil heimatvertriebene Schlesier –, wurde die Erweiterung der Kirche nach den alten Plänen von Christoph Hehl beschlossen. 1960 waren das Querhaus und die neue Apsis sowie die Krypta fertiggestellt. Die Innenausstattung spiegelte das Kargheitsideal dieser Zeit.
Nach der Liturgiereform wurde der Altarraum erneut umgestaltet. Der Tabernakel erinnert an St. Michael in Hildesheim, die Grabeskirche Bischof Bernwards.
Eine Neuausstattung erfolgte zum einhundertjährigen Kirchweihjubiläum 1993 durch den Künstler Hanns Joachim Klug. Hiervon fällt vor allem die Apsisgestaltung ins Auge. Vor einer tiefblauen Kreisfläche und einer unregelmäßigen Golddrapierung ist eine große, verfremdete Christusikone zu sehen, von der kreuzförmig angebrachte Stahlrohre ausgehen. Der Kreuzweg verzichtet auf alles Illustrative und reduziert die Szenen auf wenige symbolische Grundhaltungen. In der Nische hinter dem Taufstein deutet eine Silhouette den in den Jordan hinabsteigenden Christus an. In Goldflecken fällt symbolisch Licht des Heiligen Geistes herab. Im Christusschatten soll zugleich jeder Getaufte den eigenen Umriss erkennen.
Seit 2008 unterstützt der Förderverein der Katholischen Kirchengemeinde St. Bernward in Hannover-Döhren e. V. die Kirchengemeinde.
Mit der Urkunde vom 10. August 2010 hob der Bischof von Hildesheim die katholischen Pfarrgemeinden St. Bernward (Döhren), St. Eugenius (Mittelfeld) und St. Michael (Wülfel) mit Wirkung zum 31. August 2010 auf und errichtete gleichzeitig mit Wirkung des nächsten Tages auf dem Gebiet der aufgelösten Gemeinden eine neue Pfarrgemeinde mit dem Namen „Katholische Pfarrgemeinde St. Bernward, Hannover“. Pfarrkirche dieser neuen Pfarrgemeinde ist St. Bernward in Hannover-Döhren. Seit 2017 ist St. Bernward ohne eigenen Pfarrer, da der letzte Pfarrer in sein Heimatland Polen zurückging. Die Kirche wird seitdem von den Mitarbeitern des Pastoralbereichs Hannover-Süd betreut, zu dem neben der Pfarrei St. Bernward auch die Pfarreien St. Oliver (Laatzen), St. Augustinus (Hannover) und Zu den heiligen Engeln (Hannover) gehören.
Im Jahr 2023 wurde Katholische öffentliche Bücherei der Pfarrei geschlossen und die Bücher verschenkt.

## Orgel
Die Orgel wurde 1983 von der Orgelbaufirma Siegfried Sauer (Höxter) erbaut. Ältere Register und das Gehäuse von 1894 wurden übernommen. Das Instrument hat 34 Register auf zwei Manualen und Pedal. Das erste Manual ist als Koppelmanual ausgestattet. Die Trakturen sind mechanisch.
| II Hauptwerk C–g3 |                 |       |   |
| 1.                | Bordun          | 16′   | h |
| 2.                | Prinzipal       | 8′    |   |
| 3.                | Rohrflöte       | 8′    | h |
| 4.                | Gambe           | 8′    | h |
| 5.                | Oktave          | 4′    |   |
| 6.                | Spitzflöte      | 4′    |   |
| 7.                | Rauschpfeife II | 2 ⁄3′ |   |
| 8.                | Waldflöte       | 2′    |   |
| 9.                | Mixtur V        | 1 ⁄3′ |   |
| 10.               | Trompete        | 8′    | h |
|                   | Tremulant       |       |   |

| III Schwellwerk C–g3 |                 |        |   |
| 11.                  | Gedackt         | 16′    |   |
| 12.                  | Geigenprinzipal | 8′     | h |
| 13.                  | Liebl. Gedackt  | 8′     | h |
| 14.                  | Salicional      | 8′     | h |
| 15.                  | Vox coelestis   | 8′     |   |
| 16.                  | Prinzipal       | 4′     |   |
| 17.                  | Gedackt         | 4′     | h |
| 18.                  | Nasat           | 2 ⁄3′  |   |
| 19.                  | Oktave          | 2′     |   |
| 20.                  | Terzflöte       | 1 3⁄5′ |   |
| 21.                  | Sifflet         | 1′     |   |
| 22.                  | Scharff IV      | 1′     |   |
| 23.                  | Basson          | 16′    |   |
| 24.                  | Oboe            | 8′     | h |
| 25.                  | Clarine         | 4′     |   |
|                      | Tremulant       |        |   |

| Pedal C–f1 |              |         |   |
| 26.        | Prinzipal    | 16′     | h |
| 27.        | Subbass      | 16′     |   |
| 28.        | Quintbass    | 10 2⁄3′ | h |
| 29.        | Oktave       | 8′      |   |
| 30.        | Gedecktbass  | 8′      |   |
| 31.        | Gemshorn     | 4′      | h |
| 32.        | Hintersatz V | 2 ⁄3′   |   |
| 33.        | Posaune      | 16′     |   |
| 34.        | Trompete     | 8′      | h |

- Koppeln: II/I, III/I, II/P III/P
- Anmerkung

h = Historisches Register von 1894

## Lister der Pfarrer von St. Bernward
- Bernhard Jördens (1893–1896)
- Gustav Töttcher (1897–1932)
- Augustin Scholle (1932–1955)
- Leonhard Mock (1956–1968)
- Wolfram Trojok (1968–1973)
- Werner Holst (1973–1984)
- Johannes Wojtysiak (1984–2003)
- Mieczyslaw Pyrek (2003–2017)
- Thomas Berkefeld (2017–2020)
- Thomas Kellner (Seit 2021)

## Weitere katholische Einrichtungen im Einzugsgebiet der Kirche
- Bernwardswiese (Freizeitanlage)
- Caritas-Kinder- und Jugendhilfe St. Joseph (ehemaliges Waisenhaus St. Joseph)
- Kindertagesstätte St. Bernward